# Žovnek slot
Žovnek slot er et slot beliggende nordøst for Braslovče i Slovenien. Det ligger over Žovneksøen. Det har fået dets navn efter herrerne af Žovnek, senere af greverne af Celje. Slottet blev nævnt første gang i 1278 som Castrum Sevnekke og senere som Sannegg.